# Схрейверс, Юр
Юр Схрейверс (нидерл. Jur Schryvers; родился 11 марта 1997 года, Бельгия) — бельгийский футболист, защитник клуба «Дейнзе».

## Клубная карьера
Схрейверс — воспитанник клубов «Беерсхот» и «Брюгге». В 2017 году Юр подписал контракт «Васланд-Беверен». 14 октября года в матче против «Гента» он дебютировал в Жюпиле лиге. 29 сентября 2018 года в поединке против «Мускрон-Перювельз» Юр забил свой первый гол за «Васланд-Беверен».

## Международная карьера
В 2019 году в составе молодёжной сборной Бельгии Схрейверс принял участие в молодёжном чемпионате Европы в Италии и Сан-Марино. На турнире он был запасным и на поле не вышел.